# 越後北条氏
越後北条氏（きたじょうし）は、大江系毛利氏の系統を受け継ぐ日本の氏族。

## 概要
大江広元から、毛利季光―毛利経光と続く大江毛利氏系があるが、
毛利経光の長男、毛利基親は越後国系毛利氏の祖となり、
毛利経光の四男、毛利時親は安芸国系毛利氏の祖となる。
その後、基親の家系は毛利時元―毛利経高と続き、越後北条氏、安田氏へとさらに枝分かれした。ただし、時親の家系の毛利貞親の子である毛利道幸から分かれたとされることもある。
一時は佐橋荘（佐橋庄）南条を拠点としたので南条氏と称していたが、のちに北条の地へ拠点を移したので北条氏と呼ばれるようになり、安田に移転した別の一族から安田氏が派生したともされる。越後毛利氏の発生の詳細は不明な点も多い。
越後北条氏は、大江広元の「広」を通字として使用している。

## 系図
毛利経高―北条晴良―北条長広―北条延広―北条広栄―北条重広―北条広栄―北条輔広―丹後守某―北条高広―北条景広

## 戦国時代
戦国時代の北条氏当主、北条高広は武勇に優れ、越後国の大名上杉謙信の元でたびたび戦功を挙げた。だが謙信死後に起こった後継者争い（御館の乱）で上杉景虎を支持したため、もう一方の後継者候補であった上杉景勝との争いになった。高広の息子北条景広は景勝方の武将に殺され、高広は甲斐国の武田勝頼の元へ逃亡した。後に許され景勝に仕えたとの説もあるが、高広のその後ははっきりとはわかっていない。

## 江戸時代以降
北条高広の子孫はその後苗字を変えて生き残った。
子孫の一部は水野忠邦家の家臣として出羽へ赴任。この系統はその後苗字を北条に戻し、山形県の常念寺に墓石がある。